# Język qaqet
Język qaqet (a. kakat), także: baining, maqaqet (a. makakat), mali-baining − język papuaski używany przez grupę ludności w prowincji Nowa Brytania Wschodnia w Papui-Nowej Gwinei. W 1988 roku posługiwało się nim ponad 6 tys. osób.
Należy do języków baining, gałęzi postulowanej rodziny wschodnionowobrytyjskiej. Glottolog klasyfikuje języki baining jako samodzielną rodzinę językową. 
Został włączony do dawnej propozycji rodziny wschodniopapuaskiej.
Uchodzi za zagrożony wymarciem, przy czym na terenach trudno dostępnych pozostaje w powszechnym użyciu. Jest zapisywany alfabetem łacińskim.